# Michael Arenchil
Michael Arenchil, född i Kungälv, död 11 oktober 1698 i Källstorp, var en svensk kyrkoman och riksdagsman.

## Biografi
Michael Arenchil var son till borgmästaren i Kungälv, Fredrich Christophersen, vars barn upptog namnet Arenchil. Michael Arenchil tog magistergraden, förmodligen vid något utländskt universitet, prästvigdes 1662, och hade tjänst som predikant vid den svenska ambassaden i Wien, en tjänst han fick för att han var informator i Bengt Gabrielsson Oxenstiernas hem och huspredikant, och denne blev ambassadör där. 1680 blev han kyrkoherde i Källstorps socken och Lilla Beddinge socken, och blev 1681 prost.
Arenchil var riksdagsman 1693. Efter återkomsten från Stockholm 1694 påbörjade han ett efterlämnat manuskript, Michael Arenchils kiorkotankar, som han själv betecknar som "små enfaldiga meditationer", en beskrivning som Cavallin i herdaminnet påstår att de gör skäl för.
Arenchils hustru Elisabeth var syster till Sven Erlandsson som adlades Ehrenflycht. De fick två barn. En dotter var gift med kyrkoherden Erik Golén i Västra Sallerup. Sonen Fredrik Arenchil var kapten och överflyttade till Finland.